# Young America
Young America er en amerikansk stumfilm fra 1897 af Biograph Company.